# Kappelerhof

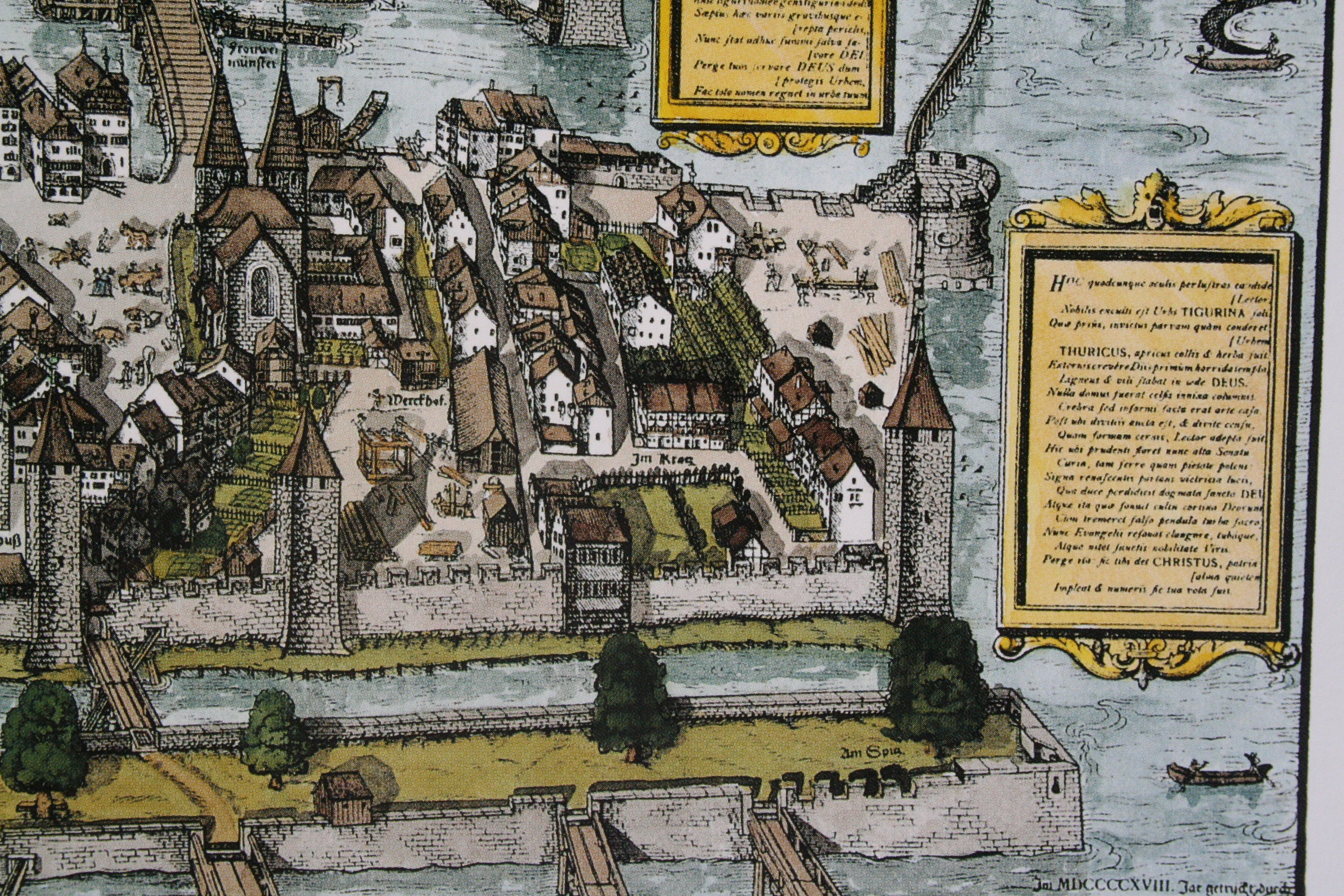
Der Kappelerhof 1576 zwischen den beiden Türmen auf dem Murerplan

Der Kappelerhof war ein spätmittelalterliches Gebäude und ein Teil der Stadtbefestigung der Stadt Zürich.

## Geschichte
Er war eines der ältesten Gebäude des Kratzquartiers und stand am Fröschengraben zwischen dem Äbtissinnenturm und dem Kratzturm. Die mehrere Meter über die Stadtmauer vorspringenden dicken Mauern und die Darstellung auf dem Murerplan von 1576 lassen die Vermutung zu, dass in früheren Zeiten ebenfalls ein Turm an seiner Stelle stand. Über die Erbauung des Gebäudes ist nichts bekannt. Erstmals urkundlich erwähnt wird der Kappelerhof im Jahr 1270, damals «Haus in der Ringmauer» genannt. 1357 wurde es «Kappelerhus» genannt, ab 1408 «Kappelerhof».
Er gehörte ursprünglich der Familie Manesse, die es als Erblehen von der Fraumünsterabtei erworben hatten. Hugo von Maness der Älteren und seine Kinder verkauften es dem Altdorfer Pfarrer Burkhard. Burkhard schenkte das Haus 1270 dem Kloster Kappel, das schon 1223 an der «Unteren Brücke» ein Haus besass.

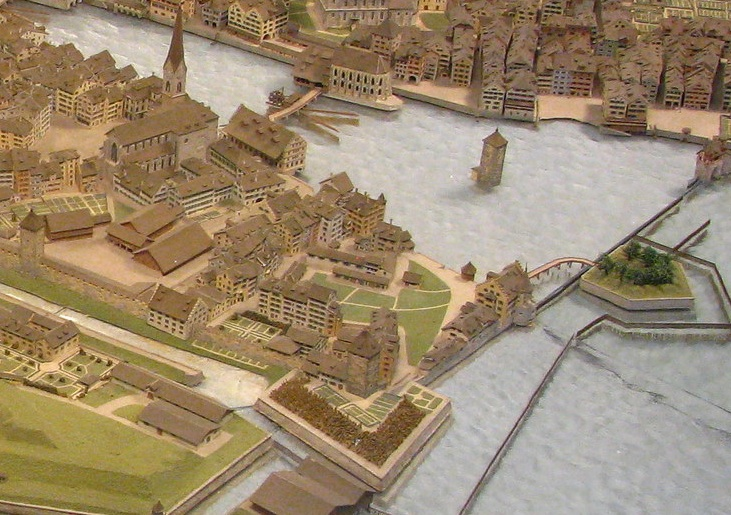
Der Kappelerhof auf dem Stadtmodell von 1790

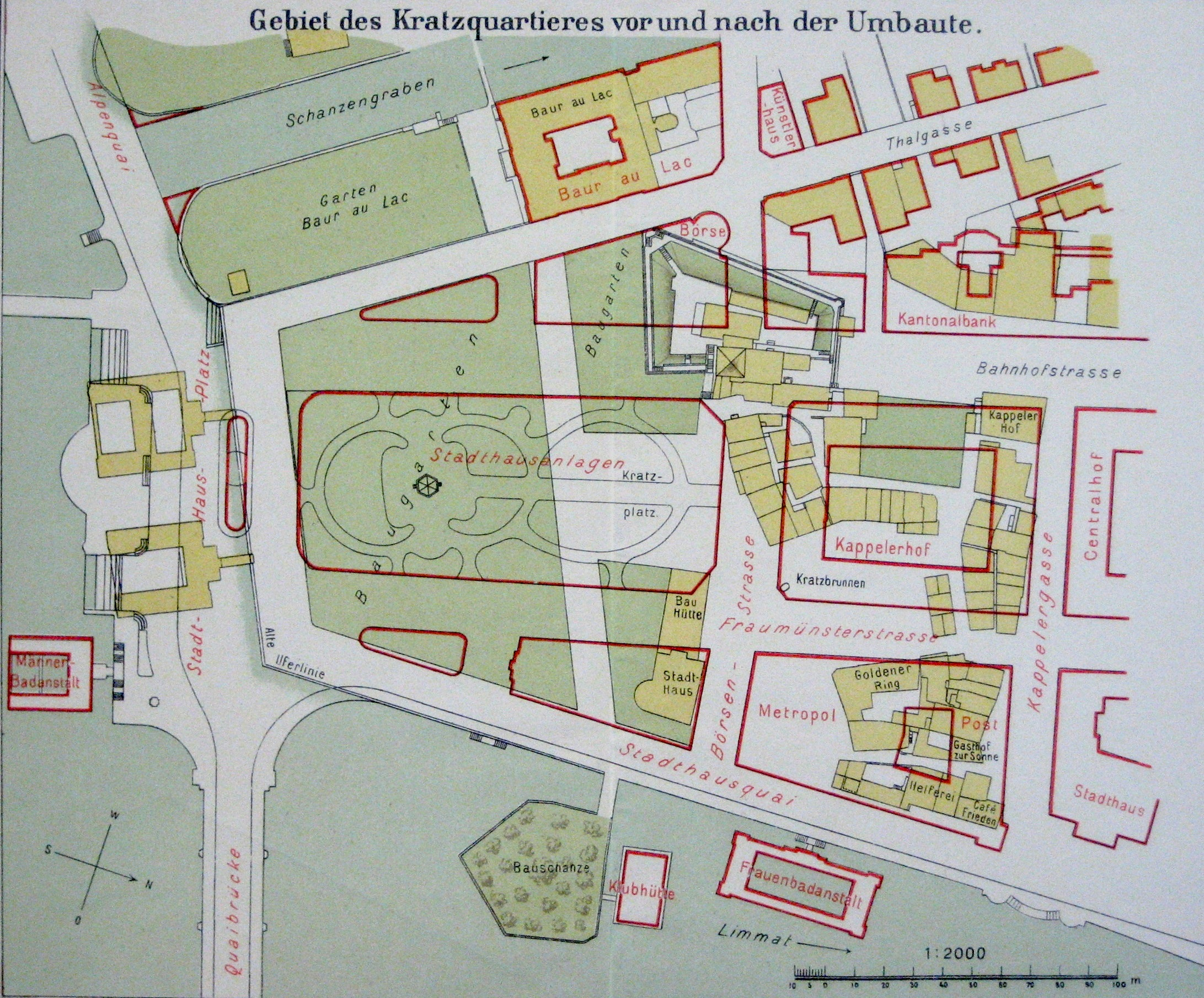
Lage des Kappelerhofes vor und nach der Überbauung

Die zwei letzten Äbte, Ulrich Trinkler und Ulrich Wüest, nahmen 1492 und 1504 noch grössere Umbauten vor. Ulrich Trinkler wurde 1508 wegen ungenügender Amtsführung gezwungen, sein Amt niederzulegen, blieb jedoch im Kappelerhof wohnen. 1511 wurde er hingerichtet, sein Nachfolger wurde Ulrich Wüest. Ein geschnitztes Deckenstück wird heute im Landesmuseum aufbewahrt. Damals dürfte das Gebäude auch die äussere Form erhalten haben, wie sie Gerold Escher um 1700 abbildete. Eine Brücke verband das erste Geschoss des Hauptgebäudes nach Osten mit einer kleinen Kapelle.
1538, nach der Reformation, beherbergte der Kappelerhof zuerst eine Knabenschule, die aus dem Kloster Kappel hierher verlegt worden war, 1567 wurde darin das «Amt im Kappelerhof» eingerichtet, das die Güter des früheren Klosters verwaltete. Nach 1576 wurde der Amtmann von den führenden stadtbürgerlichen Familien bestellt. Der bekannteste Amtsmann war Hans Conrad Gyger, der Schöpfer der bekannten Gygerkarte von 1667.
Mit dem Beginn der Helvetischen Republik wurde das Amt im Kappelerhof 1798 aufgelöst. 1814 wurden die Räume als Lazarett für die durch die Schweiz nach Frankreich vorrückende österreichische Armee genutzt. Als der Kanton 1833 das Gebäude versteigerte, erwarb es die Stadt Zürich, die darin Räume für die Verwaltung einrichtete und Versammlungen abhielt. Nach 1850 wurden die charakteristischen Treppengiebel beseitigt, 1860 diente er noch einmal als Schule.
1878 musste der Kappelerhof ebenso wie der Kratzturm der Fortsetzung der Bahnhofstrasse vom Paradeplatz zum See weichen. Das heutige Häusergeviert wurde 1879 an der Stelle des alten Kappelerhofes, Ecke Bahnhofstrasse/Kappelergasse begonnen und 1889 nordöstlich davon an der Kapplergasse 11 geschlossen. Dort stand das Haus «Zum reisenden Mann», in dem um 1450 der Henker Peter Heiden lebte.

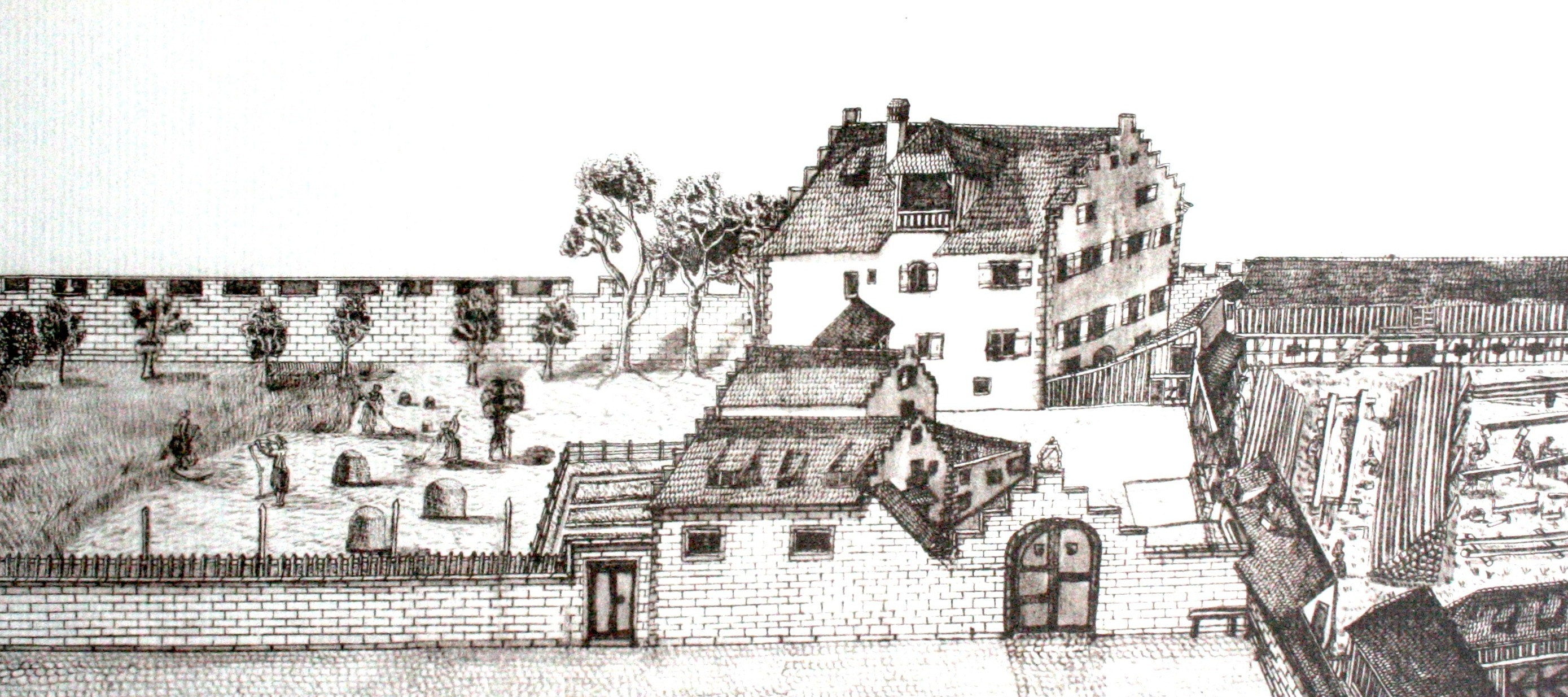
Der Kappelerhof von Osten auf einer Darstellung von Gerold Escher
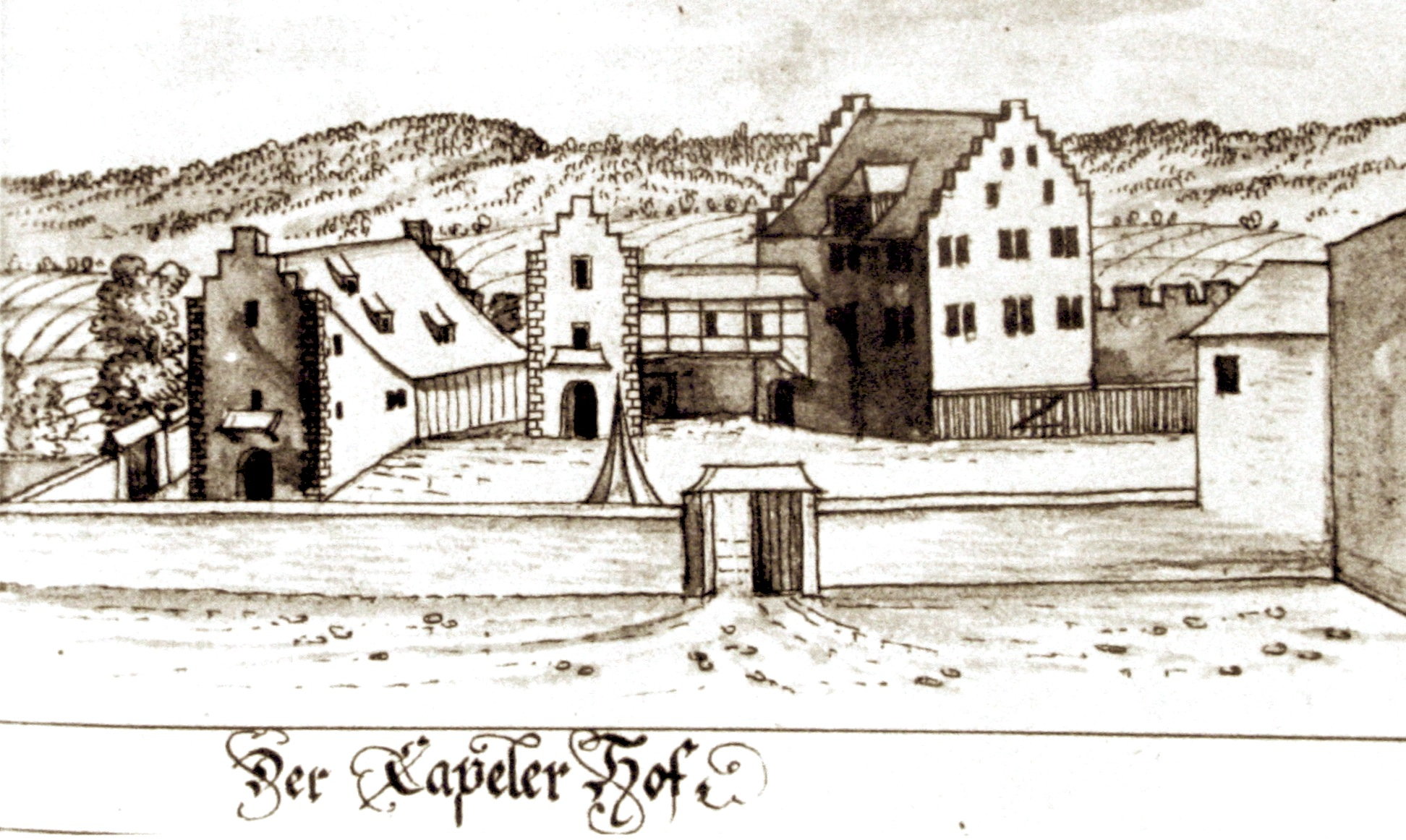
Kappelerhof von Westen, 18. Jahrhundert
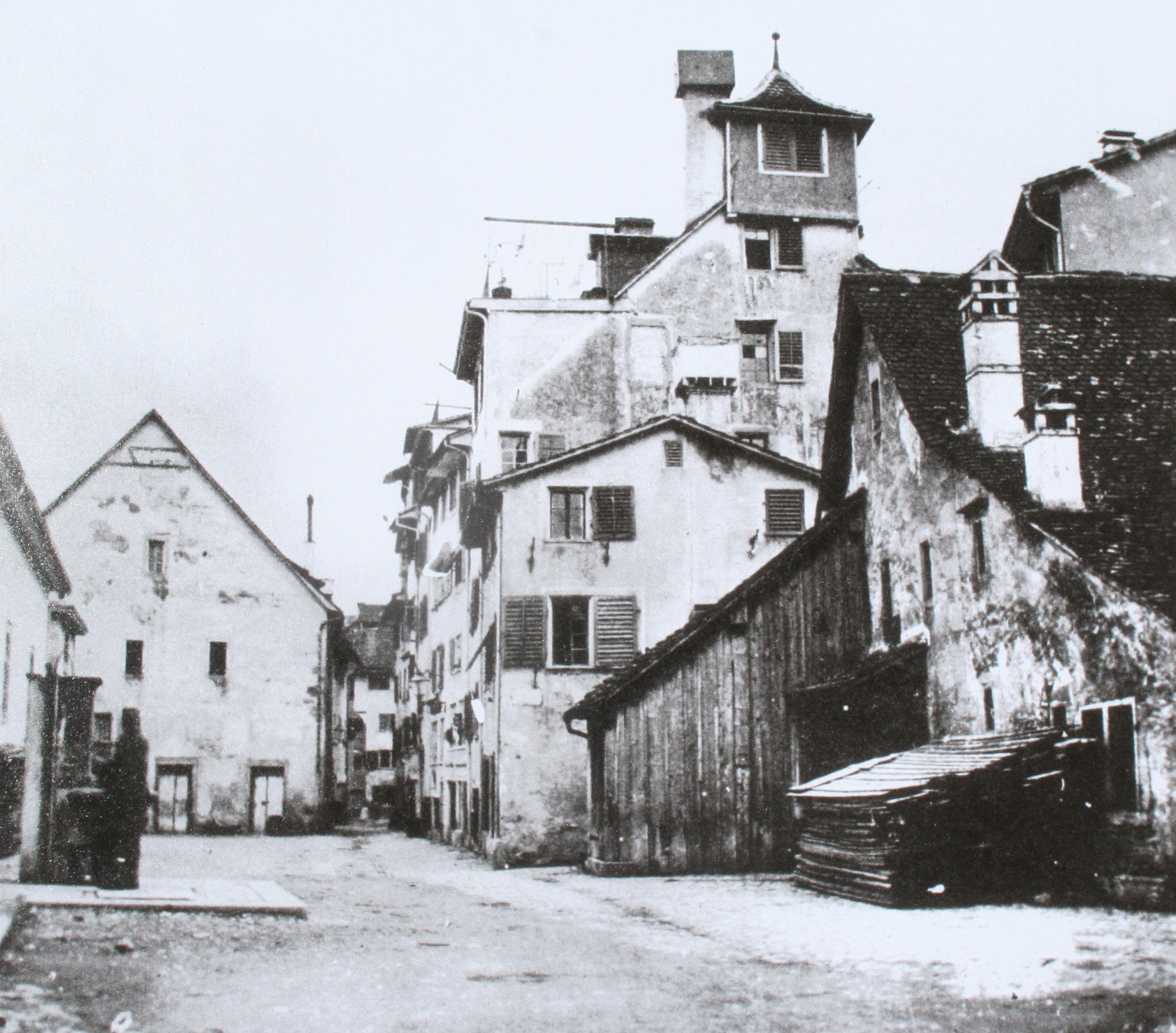
Blick in die Kappelergasse Richtung Limmat, 1885
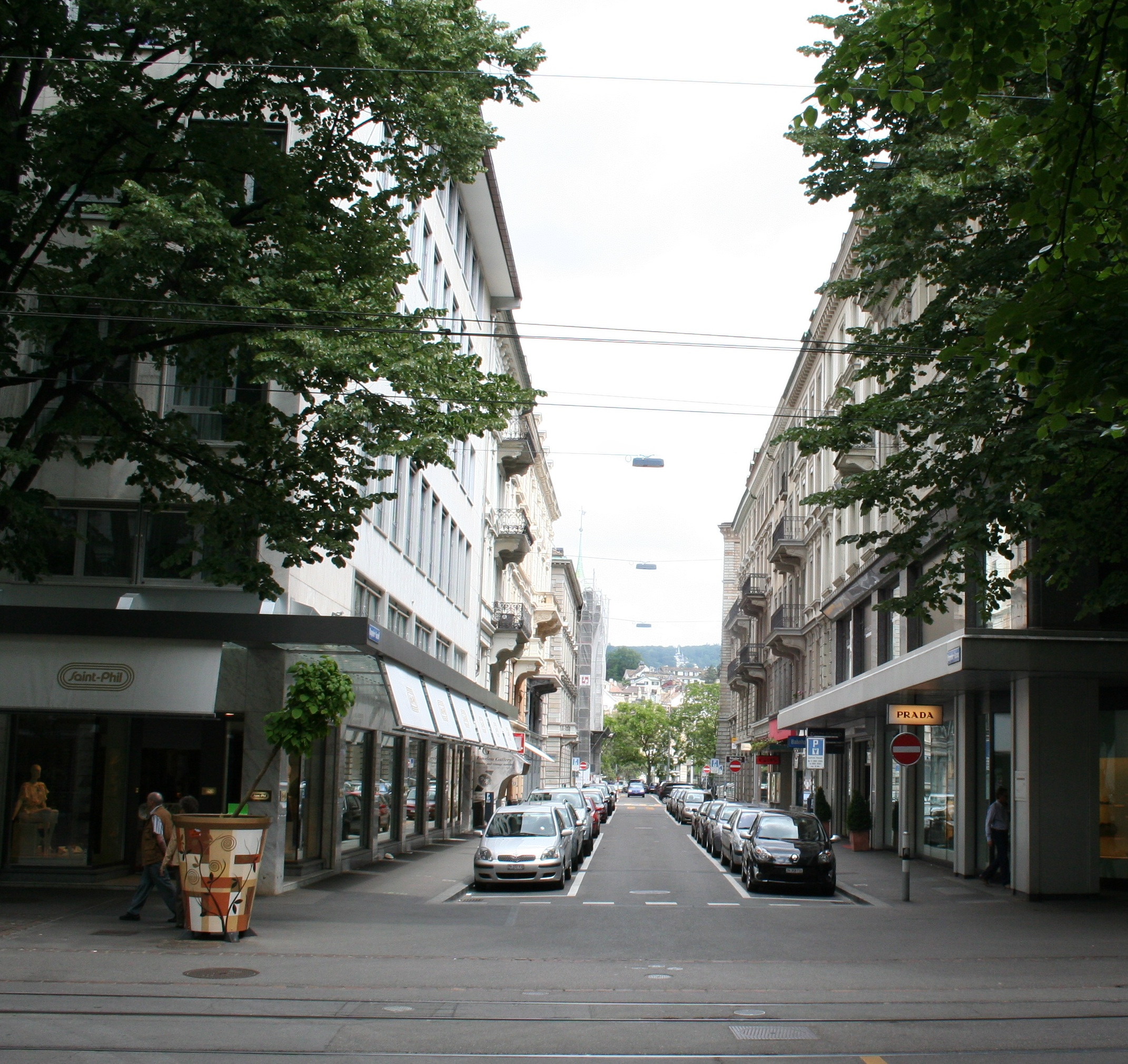
Gleiche Stelle 2009

## Kappelerkapelle
Hinter der Längsseite des Kappelerhofes stand die Kappelerhof-Kapelle. Sie war vom Hauptgebäude durch eine schmale Gasse getrennt, von der Empore aus führte ein gedeckter Gang zum ersten Stock des Amtshauses. Gerold Escher hat sie auf seiner Darstellung des Kappelerhofes um 1700 festgehalten. 1509 wurde die Kapelle mit Altar neu gebaut und vom Generalvikar Balthasar von Konstanz der heiligen Maria geweiht.
Eine quadratische Tafel in der Decke der Kapelle enthielt in der Mitte die Jahreszahl 1509 sowie die Wappen der Zisterzienser, der Freiherren von Eschenbach als Stifter des Klosters Kappel, des Abtes Ulrich Wüest als Nachfolger von Ulrich Trinkler sowie das Wappen des Klosters Kappel selbst. Bruchstücke der Decke sind im Besitz der Antiquarischen Gesellschaft und eine Altarbild aus der Marienkapelle, die Krönung Marias darstellend, war bis zur Vereinigung der Stadtbibliothek mit der Kantonsbibliothek (Zentralbibliothek Zürich) im Jahr 1916 in der Wasserkirche untergebracht.